# Kongói frank
A frank a Kongói Demokratikus Köztársaság hivatalos pénzneme 1997 óta.

## Bankjegyek

### 1997-es sorozat
2012. július 2-án 1000, 5 000, 10 000 frankos bankjegyet bocsátottak ki. A 20 000 frankos bankjegyet 2012. november 1-jén bocsátották ki.
| Névérték     | Méret       | Szín           | Leírás                                                 | Leírás                                | Dátumok   | Dátumok           |
| Névérték     | Méret       | Szín           | Előoldal                                               | Hátoldal                              | nyomtatás | kibocsátás        |
| ------------ | ----------- | -------------- | ------------------------------------------------------ | ------------------------------------- | --------- | ----------------- |
| 1 centime    | ?           | olívazöld      | tea betakarítása                                       | Nyiragongo                            | 1997      | 1998 július       |
| 5 centime    | ?           | lila           | suku-maszk                                             | zande hárfa                           | 1997      | 1998 július       |
| 10 centime   | ?           | vöröses ibolya | pende-maszk                                            | pende táncosok                        | 1997      | 1998 július       |
| 20 centime   | ?           | zöldes kék     | antilop                                                | Upemba Nemzeti Park                   | 1997      | 1998 július       |
| 50 centime   | ?           | barna          | okapi                                                  | okapi                                 | 1997      | 1998 július       |
| 1 frank      | ?           | ibolya         | GECAMINES erőmű                                        | Patrice Lumumba elfogása              | 1997      | 1998 július       |
| 5 frank      | ?           | lila           | Garamba Nemzeti Park, orrszarvú                        | Kamwanga-vízesés                      | 1997      | 1998 július       |
| 10 frank     | ?           | barna          | Tête-à-Tête luba faragvány                             | luba faragvány                        | 1997      | 1998 július       |
| 20 frank     | ?           | narancssárga   | oroszlánfej, Kundelongu Nemzeti Park                   | oroszlán a kölykeivel                 | 1997      | 1998 július       |
| 50 frank     | ?           | olívazöld      | Mwana Pwo tshokwe-maszk                                | halászok a Kongó mentén               | 1997      | 1998 július       |
| 100 frank    | ?           | kék            | elefánt, Virunga Nemzeti Park                          | Inga II-vízierőmű                     | 1997      | 1998 július       |
| 200 frank    | ?           | lila           | terepmunka                                             | dobosok                               | 2003      | 2003              |
| 500 frank    | ?           | kék            | gyémánt                                                | gyémántbányászat                      | 2003      | 2003              |
| 1000 frank   | 140 x 72 mm | zöld           | az ország térképe, névérték, két okapi, kanioka szobor | kukoricaföld, papagáj                 | 2012      | 2012. július 2.   |
| 5 000 frank  | 146 x 72 mm | barna          | az ország térképe, névérték, zebrák, hemba szobor      | két kongói páva                       | 2012      | 2012. július 2.   |
| 10 000 frank | 151 x 72 mm | ibolya         | két vízi bivaly, névérték, az ország térképe, faszobor | fák, madár az ágon                    | 2012      | 2012. július 2.   |
| 20 000 frank | 157 x 72 mm | sárga          | az ország térképe, két zsiráf, névérték, faragott fej  | pálmafák, két szürkenyakú koronásdaru | 2012      | 2012. november 1. |

## Emlékbankjegy
2010. július 22-én 500 frankos emlékbankjegyet bocsátott ki az ország függetlenségének 50. évfordulója alkalmából.
| Névérték  | Méret       | Leírás                             | Leírás      |
| Névérték  | Méret       | Előoldal                           | Hátoldal    |
| --------- | ----------- | ---------------------------------- | ----------- |
| 500 frank | 151 x 70 mm | Matadi kikötője, az ország térképe | Kinsuka-híd |

## Külső hivatkozások
- bankjegyek képei
- az ország bankjegyeinek adatai Archiválva 2013. március 17-i dátummal a Wayback Machine-ben